# Ausdauer (Psychologie)
Unter Ausdauer versteht man die im Charakter begründete Fähigkeit eines Menschen, ein Ziel auch dann mit unverminderter Motivation zu verfolgen, wenn die Anstrengung über eine längere Zeit oder gegen Widerstände aufrechterhalten werden muss. Andere Bezeichnungen dafür sind Beharrlichkeit, Durchhalte- und Stehvermögen (auch Perseveranz oder Persistenz).

## Begriffsabgrenzung
Eine Übereinstimmung von Absicht und Verhalten wird auch mit dem Begriff Konsequenz bezeichnet. Während Konsequenz ein beobachtbares, konkretes, individuelles Verhalten beschreibt, werden Begriffe wie Ausdauer und Beharrlichkeit auf Fähigkeiten und generelle Verhaltenstendenzen angewandt.
Begriffe wie Resolutheit, Entschlossenheit, Entschiedenheit und Willenskraft konzipieren Motivation eher als ein punktuelles Ereignis denn als eine langfristige Anstrengung. Fleiß bezeichnet nicht so sehr die Fähigkeit, sich gegen Ermüdung zu wehren, sondern die Bereitschaft, viel zu arbeiten. Kompetenzen wie Gleichmut, Beständigkeit, Verbindlichkeit, Treue und Ähnliches bezeichnen ebenso wie Ausdauer eine charakterlich begründete Konsistenz und Gleichmäßigkeit des Verhaltens, sind jedoch nicht auf bestimmte Ziele gerichtet. Geduld dagegen ist zwar auf ein Ziel orientiert, impliziert statt einer Anstrengung jedoch ein Abwarten oder Erdulden.
Sturheit bezeichnet dasselbe wie Ausdauer, impliziert ‒ ähnlich wie Trotz und Starrsinn ‒ meist aber Kritik am verfolgten Ziel und ist damit negativ besetzt:

„Mein Vater besaß mancherlei Tugenden – er hatte aber auch einen starken Beigeschmack von einer Eigenschaft in seinem Wesen, die man je nach dem zu den Tugenden rechnen konnte oder auch nicht. Dieselbe heißt bei einer guten Sache Beharrlichkeit, und bei einer schlimmen Eigensinn.“

## Psychologische und pädagogische Perspektive

### Ausdauer durch Autonomie-Unterstützung
Die von Deci und Ryan (2000, 2008) begründete Selbstbestimmungstheorie (SDT) beschreibt Ausdauer als ein Verhaltensmerkmal, das umso ausgeprägter ist, je höher der Autonomiegrad der zugehörigen Motivation ist. Eine derartige Motivation Anderer kann unterstützt werden, indem man die Perspektive der Anderen einnimmt, ihnen Wahlmöglichkeiten einräumt, ihnen die Gelegenheit zu eigenem Entdecken und Raum für Eigeninitiative gibt und jeweils überzeugende, nachvollziehbare Begründungen liefert. Weniger bewertende und dafür mehr die Freude am Lernen unterstützende Motivationsstrategien werden dabei als ausschlaggebend gesehen für eine bessere Leistung, insbesondere auch eine höhere Ausdauer, und ein höheres Wohlbefinden der Lernenden. Dagegen sind ergebnisabhängige Belohnungen, Leistungsvergleiche und normative Zielvorgaben aus Sicht der Selbstbestimmungstheorie mit vielfachen verdeckten psychischen Kosten verbunden.

### Ausdauer und Erfolg
Seit den 1980er Jahren mehren sich in der Psychologie die Forschungsbefunde, nach denen nicht Intelligenz der machtvollste Prädiktor für akademischen und beruflichen Erfolg ist, sondern Ausdauer. So gewöhnen hochbegabte Kinder sich, wenn die Umgebung ihr Talent als „angeboren“ konzipiert, leicht daran, dass sie für schulischen Erfolg nicht nur scheinbar nichts zu tun brauchen, sondern auch nichts dafür tun können. Infolgedessen fehlen solchen Kindern oft basale Arbeitsgewohnheiten, was, wenn die schulischen Anforderungen in der 7. oder 8. Klassenstufe steigen, zu einem Zusammenbruch des Selbstwertgefühls und der Motivation führen kann. Die amerikanische Psychologin Carol S. Dweck (* 1946) unterscheidet zwischen zwei Typen von Schülern: der erste hält Erfolg für eine Frage von Begabung, kann Fehler nicht aushalten und bricht, wenn der Erfolg ausbleibt, hilflos zusammen; der zweite orientiert sich am Aufgabenmeistern und hat die Überzeugung verinnerlicht, dass Erfolg hart erarbeitet werden muss. Wie in empirischen Studien nachgewiesen werden konnte, sind die Erfolgsaussichten des letztgenannten Typs wesentlich höher als die des ersteren.

### Erziehung zur Ausdauer
In der pädagogischen Ratgeberliteratur finden sich eine Fülle von Empfehlungen, wie Kinder zur Ausdauer erzogen werden können. Genannt wird erstens immer wieder das gute Vorbild der Eltern, die Projekte nicht aufgeben, sondern auch in ihren eigenen Angelegenheiten bei der Sache bleiben. Zweitens ermutigen kompetente Eltern ihr Kind, sich Herausforderungen zu stellen, die eine angemessene Ausdauer verlangen. Drittens äußern sie klar ihre Erwartung, dass ein Aufgeben des Kindes nicht in Frage kommt.

### Klinische Psychologie
Unzureichende Ausdauer gilt als ein Leitsymptom der Aufmerksamkeitsstörung ADHS. Betroffene Kinder halten Beschäftigungen, die kognitiven Einsatz verlangen, nicht lange durch und neigen generell dazu, von einer Tätigkeit zur anderen zu wechseln, ohne etwas zu Ende zu bringen. Auch für die Neurasthenie und die Dysthymie ist fehlende Ausdauer typisch.
Wie die klinische Psychologin Wendy Mogel in ihrem Buch The Blessings of a Skinned Knee betont hat, braucht man bei Verhaltensauffälligkeiten wie mangelnder Ausdauer aber nicht in jedem Fall gleich an eine Pathologie zu denken, sondern muss auch charakterliche Probleme in Betracht ziehen, denen durch eine geeignete Erziehung entgegengewirkt werden kann.

## Beharrlichkeit als Tugend
Beharrlichkeit gilt in tugendethischer Sicht bei Cicero und in der christlichen Tugendlehre als Tugend, die der Kardinaltugend der Tapferkeit (dem Starkmut) zugeordnet wird. Entsprechend beschreibt Friedrich Paulsen die Beharrlichkeit als „Form der Tapferkeit, die Kraft des Willens, Beschwerden aller Art zu ertragen“. Eine ähnliche Bestimmung der Beharrlichkeit findet sich auch bei Friedrich Schleiermacher. Die tugendethische Perspektive ist eine andere als die psychologische: auch ein Schwerverbrecher kann bei der Durchführung seiner Vorhaben „ausdauernd“ sein, Beharrlichkeit im tugendethischen Sinn  liegt nur vor, wenn die Ausdauer auf die Verwirklichung des ethisch Guten geht.
In der christlichen spirituellen Theologie ist Beharrlichkeit ein Ausdruck für ein sportliches und ausdauerndes (vgl. Hebr. 10, 36), geduldiges Bemühen um die Nachfolge Christi in der gesamten Lebensperspektive trotz innerer und äußerer Widerstände: „Beharrlichkeit ist eine Tugend, die mit dem Durchleben der Zeit und  mit dem Konfrontiertwerden mit Widerständigem verschiedener Art zu tun hat: Es geht darum, dem Vorhaben treu zu bleiben, sich nicht aufbrauchen und zermahlen zu lassen durch die Monotonie des Immer-Gleichen, sich jeden Tag aufs neue den von Gott uns zugedachten Aufgaben zu widmen.“

## Kulturelle Konnotationen
Im kulturellen Diskurs des englischsprachigen Raumes, besonders der Vereinigten Staaten, genießt die Perseverance heute ein äußerst hohes Ansehen. Im urbanen Slang ist ein Trooper jemand, der eine Anstrengung oder Belastung klaglos über lange Zeit hinweg durchhält. Der Sozialtyp einer Person, die nie aufgibt, wird im Englischen gelegentlich als Bulldog bezeichnet. Das Gegenteil, ein Quitter, ist jemand, der immer schnell aufgibt.
Im Deutschen fehlen entsprechende Ausdrücke. Dafür findet sich hier der Begriff der „Leidensfähigkeit“, der meist ein törichtes Durchhalten bezeichnet und impliziert, dass der Betroffene gut beraten wäre, die Ursache seines Leidens abzuschütteln. Allerdings kennt das Deutsche auch den Ausdruck „Ankündigungsweltmeister“, der jemanden bezeichnet, der viel verspricht, seinen Ankündigungen ‒ sei es aus kalkulierter Unaufrichtigkeit, aus Vergesslichkeit, Selbstüberschätzung oder Kurzatmigkeit ‒ aber nicht nachkommt.